# Ophthalmopsylla karakum
Ophthalmopsylla karakum är en loppart som beskrevs av Zagniborodova 1953. Ophthalmopsylla karakum ingår i släktet Ophthalmopsylla och familjen smågnagarloppor. Inga underarter finns listade i Catalogue of Life.